# 김천실내체육관
김천실내체육관(金泉室內體育館)은 경상북도 김천시 삼락동에 있는 실내 체육관이다. 현재는 V-리그의 김천 한국도로공사 하이패스가 홈 구장으로 사용하고 있다.

## 같이 보기
- 김천종합운동장